# Lutsharel Geertruida
Lutsharel Geertruida (Rotterdam, 18 luglio 2000) è un calciatore olandese, difensore del RB Lipsia e della nazionale olandese.

## Caratteristiche tecniche
È un difensore centrale forte fisicamente e rapido, bravo nell'uno contro uno ed attento in fase di marcatura. Impiegato talvolta anche come terzino destro, viene paragonato ad Antonio Rüdiger.
Nel 2017 è stato inserito nella lista dei migliori sessanta calciatori nati nel 2000 stilata dal The Guardian.

## Carriera

### Club

#### Feyenoord
Cresciuto nel settore giovanile del Feyenoord, ha esordito in prima squadra il 25 ottobre 2017 disputando l'incontro di KNVB beker vinto 4-1 contro lo Swift. Debutta in campionato il 23 dicembre 2018 in ADO-Feyenoord 2-2 entrando al minuto 79. Si conquista il posto da titolare nel 2020 sotto la guida di Dick Advocaat segnando il primo gol in Eredivisie il 27 settembre proprio contro l’ADO, in Europa League il 5 novembre contro il CSKA Mosca e in Coppa d'Olanda il 20 gennaio 2021 contro l'Heracles Almelo.

#### RB Lipsia
Il 30 agosto 2024 viene acquistato dal RB Lipsia.

### Nazionale
Ha giocato nelle nazionali giovanili olandesi Under-17 ed Under-19.
Nel marzo del 2023, è stato convocato per la prima volta con la nazionale maggiore olandese, in vista delle partite di qualificazione al campionato europeo del 2024 contro Francia e Gibilterra, esordendo contro i transalpini (contro cui gli olandesi hanno perso 4-0).

## Statistiche

### Presenze e reti nei club
Statistiche aggiornate al 9 novembre 2024.
| Stagione         | Squadra          | Campionato       | Campionato | Campionato | Coppe nazionali | Coppe nazionali | Coppe nazionali | Coppe continentali | Coppe continentali | Coppe continentali | Altre coppe | Altre coppe | Altre coppe | Totale | Totale | Totale |
| Stagione         | Squadra          | Comp             | Pres       | Reti       | Comp            | Pres            | Reti            | Comp               | Pres               | Reti               | Comp        | Pres        | Reti        | Pres   | Reti   |        |
| ---------------- | ---------------- | ---------------- | ---------- | ---------- | --------------- | --------------- | --------------- | ------------------ | ------------------ | ------------------ | ----------- | ----------- | ----------- | ------ | ------ | ------ |
| 2017-2018        | Feyenoord        | ED               | 0          | 0          | CO              | 1               | 0               | UCL                | 0                  | 0                  | -           | -           | -           | 1      | 0      |        |
| 2018-2019        | Feyenoord        | ED               | 2          | 0          | CO              | 1               | 0               | UEL                | 2                  | 0                  | SO          | 0           | 0           | 5      | 0      |        |
| 2019-2020        | Feyenoord        | ED               | 17         | 0          | CO              | 3               | 0               | UEL                | 6                  | 0                  | -           | -           | -           | 26     | 0      |        |
| 2020-2021        | Feyenoord        | ED               | 30         | 5          | CO              | 2               | 2               | UEL                | 5                  | 1                  | -           | -           | -           | 37     | 8      |        |
| 2021-2022        | Feyenoord        | ED               | 28         | 3          | CO              | 1               | 0               | UECL               | 12                 | 1                  | -           | -           | -           | 41     | 4      |        |
| 2022-2023        | Feyenoord        | ED               | 30         | 3          | CO              | 3               | 0               | UEL                | 8                  | 0                  | -           | -           | -           | 41     | 3      |        |
| 2023-2024        | Feyenoord        | ED               | 34         | 8          | CO              | 5               | 1               | UCL+UEL            | 6+1                | 0+0                | SO          | 1           | 0           | 47     | 9      |        |
| ago. 2024        | Feyenoord        | ED               | 3          | 0          | CO              | -               | -               | UCL                | -                  | -                  | SO          | 1           | 0           | 4      | 0      |        |
| Totale Feyenoord | Totale Feyenoord | Totale Feyenoord | 144        | 19         |                 | 16              | 3               |                    | 40                 | 2                  |             | 2           | 0           | 202    | 24     |        |
| ago. 2024-2025   | RB Lipsia        | BL               | 7          | 1          | CG              | 1               | 0               | UCL                | 4                  | 0                  | -           | -           | -           | 12     | 1      |        |
| Totale carriera  | Totale carriera  | Totale carriera  | 151        | 20         |                 | 17              | 3               |                    | 44                 | 2                  |             | 2           | 0           | 214    | 25     |        |

### Cronologia presenze e reti in nazionale
| Cronologia completa delle presenze e delle reti in nazionale ― Paesi Bassi | Cronologia completa delle presenze e delle reti in nazionale ― Paesi Bassi | Cronologia completa delle presenze e delle reti in nazionale ― Paesi Bassi | Cronologia completa delle presenze e delle reti in nazionale ― Paesi Bassi | Cronologia completa delle presenze e delle reti in nazionale ― Paesi Bassi | Cronologia completa delle presenze e delle reti in nazionale ― Paesi Bassi | Cronologia completa delle presenze e delle reti in nazionale ― Paesi Bassi | Cronologia completa delle presenze e delle reti in nazionale ― Paesi Bassi |
| Data                                                                       | Città                                                                      | In casa                                                                    | Risultato                                                                  | Ospiti                                                                     | Competizione                                                               | Reti                                                                       | Note                                                                       |
| -------------------------------------------------------------------------- | -------------------------------------------------------------------------- | -------------------------------------------------------------------------- | -------------------------------------------------------------------------- | -------------------------------------------------------------------------- | -------------------------------------------------------------------------- | -------------------------------------------------------------------------- | -------------------------------------------------------------------------- |
| 24-3-2023                                                                  | Saint-Denis                                                                | Francia                                                                    | 4 – 0                                                                      | Paesi Bassi                                                                | Qual. Euro 2024                                                            | -                                                                          | 65’ 87’                                                                    |
| 14-6-2023                                                                  | Rotterdam                                                                  | Paesi Bassi                                                                | 2 – 4 dts                                                                  | Croazia                                                                    | UEFA Nations League 2022-2023 - Semifinale                                 | -                                                                          |                                                                            |
| 18-6-2023                                                                  | Enschede                                                                   | Paesi Bassi                                                                | 2 – 3                                                                      | Italia                                                                     | UEFA Nations League 2022-2023 - Finale 3º posto                            | -                                                                          | 46’                                                                        |
| 7-9-2023                                                                   | Eindhoven                                                                  | Paesi Bassi                                                                | 3 – 0                                                                      | Grecia                                                                     | Qual. Euro 2024                                                            | -                                                                          |                                                                            |
| 13-10-2023                                                                 | Eindhoven                                                                  | Paesi Bassi                                                                | 1 – 2                                                                      | Francia                                                                    | Qual. Euro 2024                                                            | -                                                                          |                                                                            |
| 16-10-2023                                                                 | Atene                                                                      | Grecia                                                                     | 0 – 1                                                                      | Paesi Bassi                                                                | Qual. Euro 2024                                                            | -                                                                          | 13’ 46’                                                                    |
| 22-3-2024                                                                  | Amsterdam                                                                  | Paesi Bassi                                                                | 4 – 0                                                                      | Scozia                                                                     | Amichevole                                                                 | -                                                                          |                                                                            |
| 6-6-2024                                                                   | Rotterdam                                                                  | Paesi Bassi                                                                | 4 – 0                                                                      | Canada                                                                     | Amichevole                                                                 | -                                                                          |                                                                            |
| 10-6-2024                                                                  | Rotterdam                                                                  | Paesi Bassi                                                                | 4 – 0                                                                      | Islanda                                                                    | Amichevole                                                                 | -                                                                          | 76’                                                                        |
| 21-6-2024                                                                  | Lipsia                                                                     | Paesi Bassi                                                                | 0 – 0                                                                      | Francia                                                                    | Euro 2024 - 1º turno                                                       | -                                                                          | 73’                                                                        |
| 25-6-2024                                                                  | Berlino                                                                    | Paesi Bassi                                                                | 2 – 3                                                                      | Austria                                                                    | Euro 2024 - 1º turno                                                       | -                                                                          |                                                                            |
| 7-9-2024                                                                   | Eindhoven                                                                  | Paesi Bassi                                                                | 5 – 2                                                                      | Bosnia ed Erzegovina                                                       | UEFA Nations League 2024-2025 - 1º turno                                   | -                                                                          | 67’                                                                        |
| 10-9-2024                                                                  | Amsterdam                                                                  | Paesi Bassi                                                                | 2 – 2                                                                      | Germania                                                                   | UEFA Nations League 2024-2025 - 1º turno                                   | -                                                                          | 74’                                                                        |
| 14-10-2024                                                                 | Monaco di Baviera                                                          | Germania                                                                   | 1 – 0                                                                      | Paesi Bassi                                                                | UEFA Nations League 2024-2025 - 1º turno                                   | -                                                                          | 80’                                                                        |
| 20-3-2025                                                                  | Rotterdam                                                                  | Paesi Bassi                                                                | 2 – 2                                                                      | Spagna                                                                     | UEFA Nations League 2024-2025 - Quarti di finale                           | -                                                                          |                                                                            |
| 23-3-2025                                                                  | Valencia                                                                   | Spagna                                                                     | 3 – 3 dts (5 – 4 dtr)                                                      | Paesi Bassi                                                                | UEFA Nations League 2024-2025 - Quarti di finale                           | -                                                                          | 78’                                                                        |
| 10-6-2025                                                                  | Groninga                                                                   | Paesi Bassi                                                                | 8 – 0                                                                      | Malta                                                                      | Qual. Mondiali 2026                                                        | -                                                                          | 79’                                                                        |
| Totale                                                                     |                                                                            | Presenze                                                                   | 17                                                                         |                                                                            | Reti                                                                       | 0                                                                          |                                                                            |

## Palmarès

### Club

#### Competizioni nazionali
- Coppa dei Paesi Bassi: 2

Feyenoord: 2017-2018, 2023-2024
- Supercoppa dei Paesi Bassi: 2

Feyenoord: 2018, 2024
- Campionato olandese: 1

Feyenoord: 2022-2023

### Individuale
- Squadra della stagione della UEFA Europa Conference League: 1

2021-2022